# George Kaiser
George Kaiser (* 29. Juli 1942 in Tulsa, Oklahoma) ist ein US-amerikanischer Unternehmer.

## Leben
Kaiser entstammt jüdischen Familien aus Hessen (Mardorf) und Mecklenburg. Er studierte am Harvard College und an der Harvard Business School. Nach dem Ende seines Studiums begann er in Tulsa im Unternehmen seines Vaters Hermann Kaiser-Francis Oil zu arbeiten. 1990 erwarb Kaiser die Bank of Oklahoma, aus der das Unternehmen BOK Financial Corporation wurde, dessen Vorsitzender Kaiser gegenwärtig ist. Nach Angaben des US-amerikanischen Forbes Magazine gehört Kaiser zu den reichsten US-Amerikanern. Kaiser ist Anteilseigner des NBA-Clubs Oklahoma City Thunder.
Kaiser ist in zweiter Ehe verheiratet und wohnt in Tulsa und San Francisco. Aus der Ehe mit seiner 2002 verstorbenen ersten Frau hat er drei Kinder. Der Schauspieler Tim Blake Nelson ist sein Neffe. Der deutsch-jüdische Rostocker Unternehmer Max Samuel war sein Großvater, Ruth Kaiser Nelson (1935–2023) seine Schwester, die mit den Eltern Hermann (1904–1992) und Käte (geb. Samuel) 1938 Rostock verließ und über England im Januar 1940 nach Tulsa kam.